# Peter Frei (Musiker)
Peter Frei (* 13. Juli 1943 in Zürich) ist ein Schweizer Kontrabassist des Modern Jazz.

## Leben und Wirken
Frei war nach einem vorwiegend autodidaktischen Bassstudium zwischen 1963 und 1970 Mitglied von The Gamblers um Buddha Scheidegger und zudem bald in anderen Gruppen der traditionellen Szene tätig (Harlem Ramblers, New Harlem Ramblers, Swinghouse Sextet und Storyville Hot Six). Über die Szene um den Zürcher Jazzclub Africana kam er in Kontakt mit dem Modern Jazz und wurde zudem Mitglied im Trio von Melch Däniker und in der Bigband von Mani Planzer. Auch ging er auf Tournee mit Charly Antolini; ab 1968 kamen Projekte und Bands mit Irène Schweizer, Franco Ambrosetti, Hans Kennel oder Pierre Favre hinzu.
Zwischen 1970 und 1985 bildete Frei mit Klaus Koenig und Peter Schmidlin das «Jazz-Live-Trio» des Schweizer Radios: Für das damalige Radio Beromünster kam es zu über 100 Live-Sendungen und Konzerten mit Stars wie Lucky Thompson, Slide Hampton, Lee Konitz, Dexter Gordon, Johnny Griffin, Zbigniew Seifert, Karin Krog oder Albert Mangelsdorff, die mittlerweile teilweise auch auf CD veröffentlicht wurden. Daneben war er seit 1973 Mitglied der international erfolgreichen Electrojazz-Band MAGOG (mit Klaus Koenig, Andy Scherrer, Peter Schmidlin, Paul Haag, Hans Kennel). Weiterhin kam es zu enger Zusammenarbeit mit Horace Parlan, Hugo Heredia, Vince Benedetti, Billy Brooks, Art Lande, Bob Degen und Makaya Ntshoko. 1980 war er einer der Mitbegründer und bis 1987 Lehrer an der Jazzschule St. Gallen. Von 1983 bis 2005 lehrte er auch an der Swiss Jazz School in Bern. Seit 1990 leitete er ein eigenes Quartett, nahm aber auch mit Bands wie dem Jazz Art Sextett um Umberto Arlati sowie den Gruppen von Peggy Chew, Marc Hemmeler oder Jean-Paul Brodbeck auf.

## Preise und Auszeichnungen
Frei gewann sowohl 1967 als auch 1968 den Preis als «bester Bassist» beim Jazz Festival Zürich.

## Diskographische Hinweise
- Hugo Heredia: Mananita Pampera (Côte D’Azur, 1976) mit Peter Schmidlin, Ivanir Mandrake do Nascimiento
- Swiss Jazz Summit Meret’s Delight (TCB 1990; mit Matthieu Michel, Danilo Moccia, Jürg Morgenthaler, Andy Harder, Mathias Kuert)
- Three Trios (Brambus, 2004; mit Colin Vallon, Dominic Egli, Rafael Schilt, Michael Zisman)
- Peter Frei/Rafael Schilt/Paul Amereller: Leisure Time (Klatovee Edition/Anuklabel Klacto 10, 2023)[1]

## Lexigraphische Einträge
- Bruno Spoerri (Hrsg.): Biografisches Lexikon des Schweizer Jazz. CD-Beilage zu: Bruno Spoerri (Hrsg.): Jazz in der Schweiz. Geschichte und Geschichten. Chronos-Verlag, Zürich 2005, ISBN 3-0340-0739-6.